# Maren Mjelde
Maren Mjelde (Bergen, 6 november 1989) is een Noors voetbalspeelster. Ze speelt als verdediger en middenvelder voor Everton WFC in de Super League. Daarnaast is ze aanvoerster van het Noorse voetbalelftal. In haar periode als speelster van Chelsea FC werd Mjelde meermaals kampioen en won ze de FA Cup. Als international van Noorwegen won ze een bronzen en zilveren medaille op het EK 2009 en EK 2013.

## Clubcarrière
Mjelde werd geboren in Bergen. Op vijftienjarige leeftijd voegde ze zich bij Arna-Bjørnar in 2005. Voor deze club maakte ze in 2006 haar debuut in de Toppserien, het hoogste Noorse voetbalniveau. Tot 2012 kwam in 155 competitiewedstrijden in actie voor de Noorse club, waarin ze 49 keer tot scoren kwam. In haar laatste seizoen eindigde ze met de club op de derde plaats.
Voorafgaande aan het seizoen 2013/14 maakte Mjelde de overstap naar het Duitse 1. FFC Turbine Potsdam. Ze kwam in alle wedstrijden van de club dat seizoen in actie en eindigde het seizoen als aanvoerster. Met Potsdam werd ze tweede in zowel de Bundesliga als de DFB-Pokal.
In mei 2014 maakte Mjelde bekend dat ze de overstap maakte naar de Zweedse topclub Kopparbergs/Göteborg FC in de Zweedse Damallsvenskan op 1 juli 2014. Mjelde tekende een contract in Göteborg tot het einde van 2015. Ze kwam negen keer in actie in de Damallsvenskan.
Nadat haar contract afliep bij Kopparbergs/Göteborg FC, keerde Mjelde terug naar Noorwegen waar ze zich voegde bij Avaldsnes IL. Met deze club werd ze tweemaal tweede in de Toppserien en wist ze zich te kwalificeren voor de Champions League 2016/17. Met drie overwinning wisten Mjelde en Avaldsnes IL zich te plaatsen voor de achtste finales, waar ze werden uitgeschakeld door de latere winnaar Olympique Lyon.
Op 22 november 2016 tekende Mjelde een contract bij meervoudig Engelse kampioen Chelsea FC tot medio 2018. Mjelde maakte op 16 november 2019 de enige treffer in Chelsea's historische overwinning op Manchester United WFC in de eerste wedstrijd ooit tussen de beide teams in de Super League. In maart 2021 liep Mjelde een zware knieblessure op waardoor ze een jaar buitenspel stond.
Op 30 maart 2023 was Mjelde doorslaggevend in de kwartfinale van de Champions League 2022/23 tegen Olympique Lyon, de regerend winnaar van de Champions League. Na 90 minuten was de stand 1-1 waarna Sara Däbritz Olympique Lyon op voorsprong schoot in de extra tijd. In de laatste minuten van de verlenging kreeg Chelsea een penalty die Mjelde wist te benutten waardoor Chelsea alsnog een penaltyserie af wist te dwingen. In de penaltyreeks nam Mjelde de eerste penalty en mede door twee gestopte penalty's van keepster Ann-Katrin Berger, wist Chelsea zich te plaatsen voor de halve finale van de Champions League. Na de wedstrijd werd Mjeldes optreden bewonderd door meerdere mediums, waaronder DAZN, commentatrice Emma Hayes en Ian Wright. Hayes noemde Mjelde een Chelsea legende en vond dat je altijd op Mjelde kan rekenen op belangrijke momenten. In het seizoen 2022/23 werd Mjelde kampioen van de Super League met Chelsea. Mjelde kondigde op 3 mei 2024 haar afscheid bij Chelsea aan. Na zeven jaar ging ze club na het seizoen 2023/24 verlaten.
Op 13 augustus 2024 kondigde de Noorse club Arna-Bjørnar de terugkeer van Mjelde aan voor de rest van het seizoen 2024. Op 2 februari 2025 keerde ze terug naar Engeland om voor Everton WFC te gaan spelen.

## Statistieken
| Seizoen | Club                   | Land      | Competitie     | Wedstrijden | Doelpunten |
| ------- | ---------------------- | --------- | -------------- | ----------- | ---------- |
| 2008    | Arna-Bjørnar           | Noorwegen | Toppserien     | ?           | ?          |
| 2009    | Arna-Bjørnar           | Noorwegen | Toppserien     | 22          | 6          |
| 2010    | Arna-Bjørnar           | Noorwegen | Toppserien     | ?           | ?          |
| 2011    | Arna-Bjørnar           | Noorwegen | Toppserien     | 22          | 11         |
| 2012    | Arna-Bjørnar           | Noorwegen | Toppserien     | 22          | 8          |
| 2012/13 | 1. FFC Turbine Potsdam | Duitsland | Bundesliga     | 11          | 0          |
| 2013/14 | 1. FFC Turbine Potsdam | Duitsland | Bundesliga     | 20          | 2          |
| 2014    | Kopparbergs/Göteborg   | Zweden    | Damallsvenskan | 9           | 0          |
| 2015    | Avaldnses IL           | Noorwegen | Toppserien     | 22          | 4          |
| 2016    | Avaldnses IL           | Noorwegen | Toppserien     | 22          | 5          |
| 2016/17 | Chelsea FC             | Engeland  | Super League   | 8           | 2          |
| 2017/18 | Chelsea FC             | Engeland  | Super League   | 17          | 4          |
| 2018/19 | Chelsea FC             | Engeland  | Super League   | 7           | 0          |
| 2019/20 | Chelsea FC             | Engeland  | Super League   | 14          | 4          |
| 2020/21 | Chelsea FC             | Engeland  | Super League   | 15          | 2          |
| 2021/22 | Chelsea FC             | Engeland  | Super League   | 4           | 0          |
| 2022/23 | Chelsea FC             | Engeland  | Super League   | 7           | 1          |
| 2023/24 | Chelsea FC             | Engeland  | Super League   | 7           | 0          |
| 2024    | Arna-Bjørnar           | Noorwegen | Toppserien     | 12          | 1          |
| 2024/25 | Everton WFC            | Engeland  | Super League   | 2           | 1          |
| Totaal  | Totaal                 | Totaal    | Totaal         | 243         | 57         |

Laatste update: 7 maart 2025

## Interlandcarrière
Mjelde maakte op 27 oktober 2007 haar debuut voor het Noorse nationale team in een wedstrijd tegen Rusland. Ze werd geselecteerd voor de Algarve Cup 2009 en het EK 2009. Op laatstgenoemde kwam ze in vijf wedstrijden in actie en haalde ze met haar land de halve finales. In 2010 kwam Mjelde in actie op de Algarve Cup en de WK 2011 kwalificatiereeks. In een wedstrijd tegen Oekraïne maakte Mjelde haar eerste interlanddoelpunt. In het volgende jaar nam Mjelde nogmaals deel aan de Algarve Cup en het WK 2011.
Gedurende 2011 en 2012 was Mjelde Noorwegens vice-aanvoerder tijdens de kwalificatiereeks voor het EK 2013. Noorwegen plaatste zich voor het eindtoernooi, waarop Mjelde voor het eerst in haar carrière als rechtsback speelde. In de tweede groepsduel leidde Mjelde als aanvoerder haar ploeg naar een overwinning op Duitsland op 17 juli 2013. Noorwegen haalde de finale, waarin Duitsland met 0-1 te sterk was. Mjelde werd na afloop van het seizoen opgenomen in het elftal van het toernooi.
In 2015 werd Mjelde door bondscoach Even Pellerud opgenomen in de Noorse selectie van het WK 2015 in Canada. In een wedstrijd tegen Duitsland maakte Mjelde de belangrijke gelijkmaker door vanuit een vrije trap de bal in het doel te schieten. Mjelde werd opgenomen in het elftal van het seizoen en Mjeldes doelpunt werd genomineerd voor mooiste doelpunt van het WK 2015. Voorafgaande aan de start van de nieuwe kwalificatiereeks voor het EK 2017 in Nederland werd Mjelde benoemd tot nieuwe aanvoerster door de nieuwe bondscoach Roger Finjord. Op dit eindtoernooi had Noorwegen weinig succes. Na drie nederlagen in de groepsfase was Noorwegen uitgeschakeld.
In de kwalificatiereeks voor het WK 2019 in Frankrijk kwam Mjelde als een van de enige acht Noorse speelsters in alle wedstrijden in actie. Door Nederland voor te blijven wist Noorwegen zich te plaatsen voor het eindtoernooi. Mjelde wist haar eerste prijs met Noorwegen te pakken door de Algarve Cup 2009 te winnen. Op 2 mei 2019 werd Mjelde opgenomen in de Noorse selectie voor haar derde WK. Met 136 interlands was ze de meest ervaren Noorse speelster in de selectie. Op het eindtoernooi kwam ze in alle vijf wedstrijden in actie en leidde ze haar land naar de kwartfinales, waarin Engeland te sterk was. Mjelde was drie later opnieuw van de partij op het EK 2022. Net als op het voorgaande EK wist Noorwegen opnieuw niet voorbij de groepsfase te geraken.
In 2023 kwam Mjelde in actie in de wedstrijd tegen België die met 1-0 werd gewonnen waarmee Noorwegen zich wist te plaatsen voor het WK 2023 in Australië en Nieuw-Zeeland. Op 19 juni 2023 werd Mjelde opgenomen in de Noorse selectie voor het WK 2023. Ze kwam in alle wedstrijden in actie en werd met haar land uitgeschakeld in de achtste finales tegen Japan.
Twee jaar later was Mjelde met Noorwegen van de partij op het EK 2025 in Zwitserland. Na het toernooi, waarin Noorwegen tot de kwartfinales reikte, maakte Mjelde op 11 augustus 2025 bekend besloten te hebben een einde aan haar Interlandcarrière te hebben gemaakt.

## Privé
Mjeldes oudere broer Erik Mjelde was eveneens voetballer.